# Sphère de Riemann
 (juillet 2025).
Motif : Le style est à revoir, et il y a un manque de sources.
Pour les articles homonymes, voir Sphère (homonymie).
En mathématiques, la sphère de Riemann est une manière de prolonger le plan des nombres complexes avec un point additionnel à l'infini, de manière que certaines expressions mathématiques deviennent convergentes et élégantes, du moins dans certains contextes. Déjà envisagée par le mathématicien Carl Friedrich Gauss, elle est baptisée du nom de son élève Bernhard Riemann[réf. nécessaire]. Ce plan s'appelle également la droite projective complexe, dénoté {\displaystyle \mathbb {P} _{1}(\mathbb {C} )}.

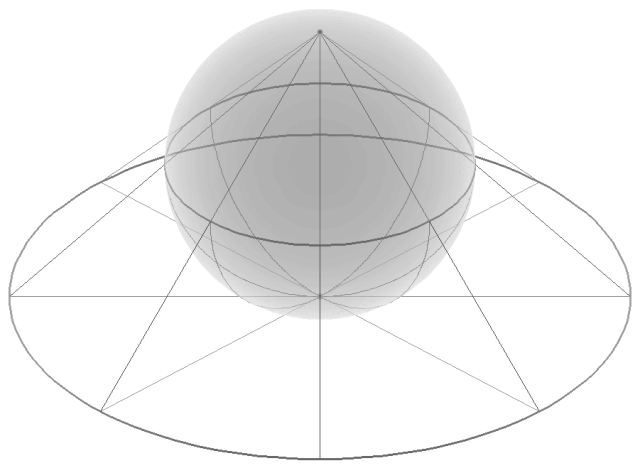
La sphère de Riemann représentée par l'« enroulement » du plan complexe sur une sphère (par l'inverse de la projection stéréographique).

## Introduction
La sphère de Riemann, obtenue en ajoutant au plan complexe un point à l'infini, est une variété complexe unidimensionnelle, également appelée une surface de Riemann.
En analyse complexe, la sphère de Riemann permet une expression élégante de la théorie des fonctions méromorphes. La sphère de Riemann est omniprésente en géométrie projective et en géométrie algébrique comme exemple fondamental d'une variété complexe, d'un espace projectif, et d'une variété algébrique. Elle a également une utilité dans d'autres disciplines qui dépendent de l'analyse et de la géométrie, telle que la physique quantique (représentation des états quantiques) et d'autres branches de la physique (théorie des twisteurs par exemple).

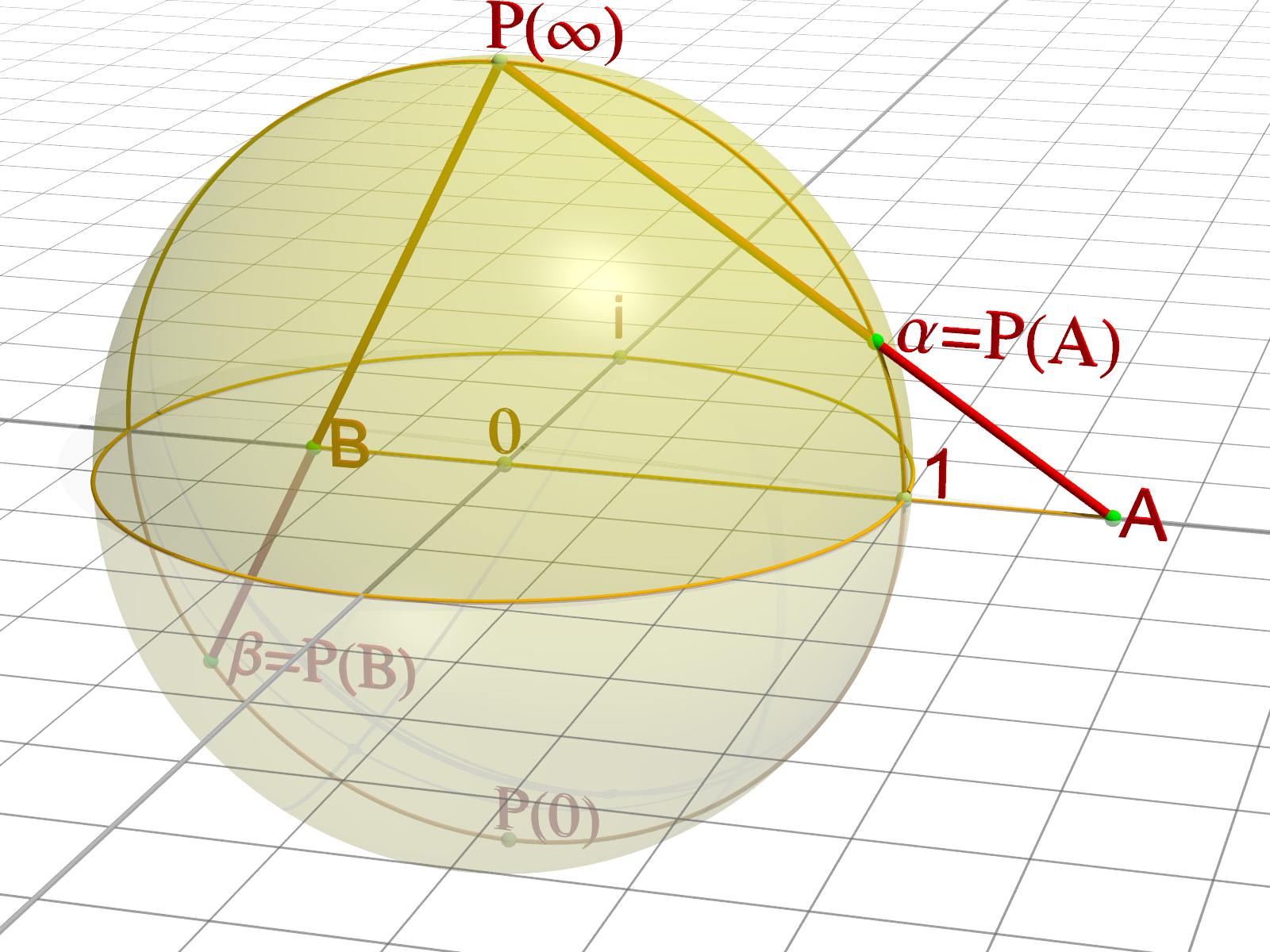
Projection stéréographique faisant correspondre au point de la sphère de Riemann le point du plan complexe. Idem pour un point dont le module est inférieur à 1. Les points à l'infini du plan sont mis en correspondance avec le point et 0 avec.

La projection stéréographique, par exemple sur le plan équatorial à partir du pôle Nord, permet de voir que la sphère est homéomorphe au plan complété du point à l'infini {\displaystyle {\hat {\mathbb {C} }}=\mathbb {C} \cup \{\infty \}}. Inversement, on passe du plan à la sphère en ajoutant un pôle c'est à dire un point dont la projection stéréographique est le point à l'infini noté {\displaystyle P(\infty )}.
Le plan {\displaystyle \mathbb {R} ^{2}} s'identifie à {\displaystyle \mathbb {C} }.
La sphère de Riemann, c'est la sphère usuelle envisagée de ce point de vue, autrement dit la droite projective complexe.
Le théorème d'uniformisation assure que c'est l'unique variété complexe de dimension 1 compacte et simplement connexe.

### Remarque
Plus généralement, l'espace {\displaystyle \mathbb {R} ^{n}} est homéomorphe à la sphère {\displaystyle S^{n}} (sphère unité de l'espace euclidien {\displaystyle \mathbb {R} ^{n+1}}) privée d'un point. En effet, {\displaystyle S^{n}} est le compactifié d'Alexandrov de {\displaystyle \mathbb {R} ^{n}}.

## Ladroite projectivecomplexe
C'est l'ensemble des droites vectorielles de {\displaystyle \mathbb {C} ^{2}\,}. Une telle droite étant définie par un vecteur non nul, défini à un coefficient de proportionnalité
près, on peut la voir comme {\displaystyle \mathbb {C} ^{2}\setminus \{0\}\,} quotienté par la relation d'équivalence
{\displaystyle (z,t)\sim (z^{\prime },t^{\prime })} si et seulement s'il existe un nombre complexe {\displaystyle \lambda \,} non nul tel que
{\displaystyle (z,t)=\lambda (z^{\prime },t^{\prime })}.
On la note {\displaystyle \mathbb {P} _{1}(\mathbb {C} )}, et on note {\displaystyle [z,t]\,} le point associé à {\displaystyle (z,t)\,}. On dit que {\displaystyle (z,t)\,} est un système de coordonnées homogènes du point {\displaystyle [z,t]\,}.
Remarquons aussi que
{\displaystyle \phi _{1}:z\mapsto [z,1]} est une bijection de {\displaystyle \mathbb {C} } sur {\displaystyle \mathbb {P} _{1}(\mathbb {C} )\setminus [1,0]}.

De même :
{\displaystyle \phi _{2}:z\mapsto [1,z]} est une bijection de {\displaystyle \mathbb {C} } sur {\displaystyle \mathbb {P} _{1}(\mathbb {C} )\setminus [0,1]}.
Ces deux façons d'identifier {\displaystyle \mathbb {C} } à {\displaystyle \mathbb {P} _{1}(\mathbb {C} )} privé d'un point sont analogues aux identifications de {\displaystyle \mathbb {R} ^{2}\,}
à la sphère unité privée d'un point à l'aide des projections stéréographiques de pôles Nord et Sud.
Cette remarque permet de donner une bijection explicite entre
{\displaystyle S^{2}={\big \{}(X,Y,Z)\in \mathbb {R} ^{3}\,{\big |}\,X^{2}+Y^{2}+Z^{2}=1{\big \}}} et {\displaystyle \mathbb {P} _{1}(\mathbb {C} )}. C'est l'application {\displaystyle g\,} définie par
(ces deux définitions sont compatibles si {\displaystyle Z\not =\pm 1}, grâce à l'équation de la sphère).
Son application réciproque, si on identifie {\displaystyle \mathbb {R} ^{3}} à {\displaystyle \mathbb {C} \times \mathbb {R} },
et si on représente un point de {\displaystyle \mathbb {P} _{1}(\mathbb {C} )} par des coordonnées homogènes, est
Il est clair que {\displaystyle H(z,t)} ne dépend pas du choix des coordonnées homogènes.
On peut aussi voir {\displaystyle H} comme une application de 
On obtient alors la fibration de Hopf.

## Homographies
On peut faire agir le groupe projectif linéaire {\displaystyle \mathrm {PGL} _{2}(\mathbb {C} )} sur la sphère par transformations de Möbius ; la matrice {\displaystyle {\begin{pmatrix}a&b\\c&d\\\end{pmatrix}}} agit sur {\displaystyle z\in \mathbb {P} _{1}(\mathbb {C} )} ainsi :
- si {\displaystyle z\in \mathbb {C} } et {\displaystyle cz+d\neq 0}, on lui associe {\displaystyle {\frac {az+b}{cz+d}}} ;
- si {\displaystyle z\in \mathbb {C} } et {\displaystyle cz+d=0}, on lui associe {\displaystyle \infty } ;
- si {\displaystyle z=\infty } et {\displaystyle c=0}, on lui associe {\displaystyle \infty } ;
- si {\displaystyle z=\infty } et {\displaystyle c\neq 0}, on lui associe {\displaystyle {\frac {a}{c}}}.

Une telle transformation s'appelle une homographie. C'est un biholomorphisme ; inversement, tout biholomorphisme de la sphère de Riemann dans elle même est une homographie.